# Marcin Chmiest
Marcin Tomasz Chmiest (ur. 12 lutego 1979 w Krakowie) – polski piłkarz występujący na pozycji napastnika.

## Kariera
Swoją karierę zaczął w klubie LKS Partyzant, a następnie Grębałowianka Kraków, kolejnymi klubami były Krakus Nowa Huta, Wiślanka Grabie i Hutnik Kraków, skąd trafił do GKS-u Bełchatów. W tym klubie 10 sierpnia 2002 roku zadebiutował w II lidze w meczu z Górnikiem Łęczna. W barwach GKS-u Bełchatów strzelił 26 goli. Przed sezonem 2005/06 przeszedł do Legii Warszawa. W Ekstraklasie zadebiutował 28 sierpnia 2005 roku w meczu przeciwko Cracovii. W Legii zagrał 10 meczów, nie strzelając bramki. Jako zawodnik Legii w pierwszej części sezonu, jest mistrzem Polski 2005/2006. W połowie sezonu 2005/06 został pozyskany przez klub Odra Wodzisław Śląski. W barwach Odry w rundzie jesiennej sezonu 2006/2007 strzelił 9 goli.
W ostatnich dniach stycznia 2007 zawodnik został wypożyczony na pół roku z opcją transferu definitywnego na 3 lata do klubu portugalskiej ekstraklasy, Sportingu Braga. 18 lutego 2007 roku zadebiutował w barwach portugalskiego klubu w meczu z União Leiria.
W lipcu 2007 podpisał 3-letni kontrakt z klubem Arka Gdynia, gdzie strzelił jedną bramkę w Pucharze Polski przeciwko Odrze Wodzisław w sezonie 2008/2009.